# Lomariopsis crassifolia
Lomariopsis crassifolia är en ormbunkeart som beskrevs av Holtt. Lomariopsis crassifolia ingår i släktet Lomariopsis och familjen Lomariopsidaceae. Inga underarter finns listade.